# 第45屆柏林影展
第45屆柏林影展（德語：45. Internationalen Filmfestspiele Berlin）於1995年2月9日至2月22日在德國柏林舉辦。評審團主席由以色列電影策展人莉亞·范·萊爾擔任；金熊獎由法國導演貝特朗·塔維涅執導的《新鮮誘惑》獲得。

## 評審團

### 正式競賽[3]
- 莉亞·范·萊爾（希伯來語：ליה ון ליר）：電影策展人、耶路撒冷電影資料館暨耶路撒冷電影節創辦人。（評審團主席）
- 格奧爾基·達涅利亞：導演、監製。
- 斯琴高娃：演員。
- 阿爾弗雷德·希施邁爾（德语：Alfred Hirschmeier）：美術指導。
- 克莉絲汀娜·哈爾比格（德语：Christiane Hörbiger）：演員。
- 瓦迪姆·尤索夫（俄语：Юсов, Вадим Иванович）：攝影指導。
- 戴夫·克爾（英语：Dave Kehr）：影評。
- 麥可·庫查（英语：Michael Kutza）：平面設計師、芝加哥影展創辦人。
- 皮拉爾·米羅（西班牙语：Pilar Miró）：導演、編劇。
- 蔡明亮：導演、編劇。

## 官方單元

### 正式競賽
以下電影被選定為競賽片，可角逐金熊獎和銀熊獎：
| 片名               | 原文片名                              | 導演                               | 出品國               |
| ------------------ | ------------------------------------- | ---------------------------------- | -------------------- |
| 《夜癮》           | The Addiction                         | 阿貝爾·費拉拉                      | 美国                 |
| 《一个乘客的故事》 | Пьеса для пассажира                   | 瓦季姆·尤蘇波維奇·阿布德拉希托夫   | 俄羅斯               |
| 《歸土》           | 《歸土》                              | 梁本熙                             | 英屬香港             |
| 《新鮮誘惑》       | L'Appât                               | 貝特朗·塔維涅                      | 法國                 |
| 《愛在黎明破曉時》 | Before Sunrise                        | 李察·林克雷特                      | 美国、 奥地利、 瑞士 |
| 《致瘋的喧囂》     | Un bruit qui rend fou                 | 阿蘭·羅伯-格里耶 德米特里·德克萊爾 | 法國、 比利时、 瑞士 |
| 《紅粉》           | 《紅粉》                              | 李少紅                             | 中国、 英屬香港      |
| 《蝴蝶女之吻》     | Butterfly Kiss                        | 麥克·溫特波頓                      | 英国                 |
| 《月影》           | Colpo di luna                         | 亞柏托·西門                        | 義大利、 荷蘭、 法國 |
| 《天呀！我想死》   | Ti kniver i hjertet                   | 馬利斯·霍士特                      | 挪威                 |
| 《黑帝斯》         | Hades                                 | 赫爾伯特·阿赫特恩布希              | 德国                 |
| 《王河》           | El rey del río                        | 曼努埃爾·居蒂耶雷·阿拉貢           | 西班牙               |
| 《神秘的小巷》     | El callejón de los milagros           | 荷吉·方斯                          | 墨西哥               |
| 《大智若愚》       | Nobody's Fool                         | 勞勃·班頓                          | 美国                 |
| 《101夜》          | Les cent et une nuits de Simon Cinéma | 安妮·華達                          | 法國、 英国          |
| 《紅玫瑰白玫瑰》   | 《紅玫瑰白玫瑰》                      | 關錦鵬                             | 英屬香港、 臺灣      |
| 《魔咒》           | שחור                                  | 什穆埃爾·哈斯法里                  | 以色列               |
| 《無聲的陷阱》     | Silent Fall                           | 布魯斯·貝爾斯福特                  | 美国                 |
| 《煙》             | Smoke                                 | 王穎 保羅·奧斯特                   | 美国                 |
| 《女人四十》       | 《女人四十》                          | 許鞍華                             | 英屬香港             |
| 《太白山脈》       | 태백산맥                              | 林權澤                             |                      |
| 《跨越大西洋》     | Transatlantis                         | 克里斯汀·瓦格納                    | 德国                 |
| 《夜幕低垂》       | When Night Is Falling                 | 派翠西亞·羅澤瑪                    | 加拿大               |

## 獎項
以下為得獎名單：

### 正式競賽
- 金熊獎：《新鮮誘惑（法语：L'Appât (film, 1995)）》－ 貝特朗·塔維涅
- 評審團特別獎銀熊獎：《煙（英语：Smoke (film)）》－ 王穎、保羅·奧斯特
- 最佳導演銀熊獎：李察·林克雷特 －《愛在黎明破曉時》
- 最佳女演員銀熊獎：蕭芳芳 －《女人四十》
- 最佳男演員銀熊獎：保羅·紐曼 －《大智若愚（英语：Nobody's Fool (1994 film)）》
- 傑出個人成就銀熊獎：
  - 《紅粉（英语：Blush (1995 film)）》（全體劇組）－ 李少紅
  - 《一个乘客的故事（俄语：Пьеса для пассажира）》（全體劇組）－ 瓦季姆·尤蘇波維奇·阿布德拉希托夫
- 榮譽提及：
  - 《神秘的小巷（西班牙语：El callejón de los milagros (película)）》－ 荷吉·方斯（西班牙语：Jorge Fons）
  - 《月影（義大利語：Colpo di luna (film 1995)）》－ 亞柏托·西門（義大利語：Alberto Simone）
  - 《魔咒（希伯來語：שחור (סרט)）》－ 什穆埃爾·哈斯法里（希伯來語：שמואל הספרי）

藍天使獎
- 藍天使獎：《天呀！我想死》－ 馬利斯·霍士特

特別獎
- 榮譽金熊獎：亞蘭·德倫
- 金攝影機獎（德语：Berlinale Kamera）：愛蓮娜·基頓（英语：Eleanor Keaton）

### 其他獎項
費比西獎
- 正式競賽：《煙（英语：Smoke (film)）》－ 王穎、保羅·奧斯特
- 電影大觀：《神父同志（英语：Priest (1994 film)）》－ 安東妮亞·伯德（英语：Antonia Bird）
- 論壇：
  - 《電影大國民（法语：Citizen Langlois）》－ 埃德加多·科薩林斯基（西班牙语：Edgardo Cozarinsky）
  - 《東京兄妹（日语：東京兄妹）》－ 市川準

天主教人道精神獎
- 天主教人道精神獎（英语：Prize of the Ecumenical Jury）：《女人四十》－ 許鞍華

## 外部連結
- 官方网站